# Czasznia małpia
Czasznia małpia, krużyca małpia, małpie kociołki (Lecythis zabucajo) – gatunek drzewa z rodziny czaszniowatych. Pochodzi z tropikalnych rejonów Ameryki Południowej.

## Morfologia
Drzewo z liśćmi całobrzegimi, lancetowatymi. Kwiat duży, zebrany w szczytowych gronach. Owoc w postaci zdrewniałej torebki jajokształtnej zawierającej trójkanciaste nasiona. 

## Zastosowanie
Owoce jadalne, z nasion zwanych "rajskimi orzechami" uzyskuje się do 65% tłuszcz wykorzystywanego do produkcji oleju.